# Артилерийска бригада на 50 дивизия
Артилерийската бригада на 50 дивизия е комунистическа партизанска единица във Вардарска Македония, участвала в така наречената Народоосвободителна войска на Македония.
Създадена е в село Лаки, в планината Плачковица на 10 октомври 1944 година. Състои се от четири батареи, обслужвани от 350 души, придадени към състава на Петдесета македонска дивизия на НОВЮ..